# Opéra de Lyon
De Opéra de Lyon, ook wel de Opéra Nouvel, is het operagebouw van de Franse stad Lyon. Het gebouw bevindt zich op het Presqu'île, in het eerste arrondissement van de stad, tussen het stadhuis en de kade van de Rhône. Het gebouw wordt voornamelijk gebruikt door de Opéra nacional de Lyon, een stichting die er opera's, balletten en concerten uit laat voeren.

## Geschiedenis
In 1756 werd het eerste operagebouw op deze plek geopend. Deze is 1826 afgebroken om plaats te maken voor het (oude gedeelte van) het huidige gebouw. Dit gebouw werd bekroond door 8 beelden van muzen (een muze ontbreekt). Deze beelden staan nog steeds op de lijst van het oude gebouw.

### Renovatie
In 1986 is er een wedstrijd georganiseerd voor ontwerpen om het gebouw te moderniseren. De architect Jean Nouvel heeft deze wedstrijd gewonnen. Onder zijn leiding is bijna de volledige binnenkant vervangen (alleen de oude inkom is bewaard gebleven) en is er een cilindervormige bovenbouw op gezet. Sindsdien is het gebouw 42 meter hoog (vanaf straatniveau) en heeft het 17 verdiepingen: 5 ondergronds en 6 in de glazen bovenbouw. De grote zaal heeft 1.100 zitplaatsen. De bovenbouw wordt voornamelijk gebruikt door het dansgezelschap van de Opéra National de Lyon. Naast de grote zaal is er ook een amfitheater. Bovenin is er daarnaast een 'grand café' dat ook toegankelijk is voor mensen die geen voorstelling komen kijken.
Het ontwerp kon aanvankelijk op veel kritiek rekenen, maar inmiddels is de glazen bovenbouw een vast onderdeel van het stadsbeeld geworden en volledig door de Lyonnezen geaccepteerd als onderdeel van hun stad. Wel is er nog steeds veel kritiek op de grote zaal: door het willen uitbreiden van het aantal zitplaatsen in de beperkte ruimte van het oude gebouw, heeft een groot aantal plaatsen slechts gedeeltelijk zicht op het podium. Ook is de grote zaal te klein voor een stad van de omvang van Lyon.

## Bereikbaarheid
Voor het operagebouw ligt een ingang van het station Hôtel de Ville - Louis Pradel van de metro van Lyon. In de Rue de la République is een bushalte en zijn er fietsparkeerplaatsen in de Rue Joseph Serlin. Op de Place Louis Pradel is een ingang van een parkeergarage voor auto's.